# Vierde klasse 2005-06 (voetbal België)
Het seizoen 2005/06 van de Belgische Vierde Klasse ging van start op 3 september 2005 en de normale competitie eindigde op 7 mei 2006. Daarna werden nog de eindrondes voor promotie en degradatie gespeeld. Vierde Klasse of Bevordering telt vier afzonderlijke reeksen, met normaalgezien 16 clubs per reeks. KSV Oudenaarde won in Vierde Klasse A, K. Londerzeel SK in Vierde Klasse B, FC Verbroedering Meerhout in Vierde Klasse C en Seraing RUL met ruime voorsprong in Vierde Klasse D.
Dit seizoen speelden 17 teams in Vierde Klasse A. KEG Gistel kende problemen voor het seizoen en zou uit de reeks moeten verdwijnen en door de voetbalbond geschrapt worden. SK Oostnieuwkerke zou promoveren en Gistel vervangen. KEG Gistel won echter in kort geding van de voetbalbond, en moest weer in de reeks worden opgenomen, net als SK Oostnieuwkerke, waardoor de reeks nu een club extra telde. Door het oneven aantal ploegen was elke speeldag een club vrijgesteld van competitie. Gistel speelde het seizoen met beperkte middelen en jonge spelers. De ploeg verloor elke speeldag zijn wedstrijd; pas zijn 31ste wedstrijd pakte Gistel één punt na een gelijkspel tegen Evergem.

## Naamswijzigingen
- K. Patro Maasmechelen wijzigde zijn naam in K. Patro Eisden Maasmechelen.
- R. Léopold Uccle Forestoise wijzigde zijn naam in R. Léopold Uccle FC.
- Eendracht Opstal kreeg de koninklijke titel en werd K. Eendracht Opstal.

## Gedegradeerde teams
Deze teams waren gedegradeerd uit de Tweede Klasse voor de start van het seizoen:
- K. Patro Maasmechelen (financiële problemen)

Deze teams waren gedegradeerd uit de Derde Klasse voor de start van het seizoen:
- K. Lyra TSV (rechtstreeks 3A)
- KFC Evergem-Center (rechtstreeks 3A)
- Excelsior Veldwezelt (rechtstreeks 3B)
- Seraing RUL (rechtstreeks uit 3B)
- KSK Wevelgem-City (verlies in eindronde)

## Gepromoveerde teams
Deze teams waren gepromoveerd uit de provinciale reeksen voor de start van het seizoen:

### Antwerpen
- KFC Schoten SK
- KVV Lichtaart Sport

### Brabant
- R. Léopold Uccle Forestoise (kampioen)
- KSK Sint-Paulus Opwijk

### Limburg
- KVV Thes Sport Tessenderlo (kampioen)

### Oost-Vlaanderen
- KSV Temse (kampioen)
- WIK Eine

### West-Vlaanderen
- VG Oostende (kampioen)
- SK Oostnieuwkerke
- KSV Rumbeke (interprovinciale eindronde)

### Henegouwen
- RJS Heppignies-Lambusart-Fleurus

### Luik
- RRC Hamoir
- RFC Malmundaria 1904 (interprovinciale eindronde)

### Luxemburg
- R. Entente Bertrigeoise

### Namen
- RFC Spy (kampioen)
- RUW Ciney (interprovinciale eindronde)

## Promoverende teams
Deze teams promoveerden naar Derde Klasse op het eind van het seizoen:
- KSV Oudenaarde (kampioen 4A)
- K. Londerzeel SK (kampioen 4B)
- FC Verbroedering Meerhout (kampioen 4C)
- Seraing RUL (kampioen 4D)
- RRC Péruwelz (winst eindronde)
- RFC Liège (derde in eindronde)

Noot: RRC Péruwelz promoveerde als eindrondewinnaar op normale manier, terwijl derdeklasser K. Bocholter VV als andere eindrondewinnaar in Derde Klasse kon blijven. Door het de schrapping van K. Beringen-Heusden-Zolder in Tweede Klasse kwam in de hogere afdelingen echter telkens een plaatsje vrij. Door deze extra plaats kon RFC Liège als derde in de eindronde promoveren.

## Degraderende teams
Deze teams degradeerden naar de provinciale reeksen op het eind van het seizoen:
- WIK Eine (rechtstreeks 4A)
- SK Oostnieuwkerke (rechtstreeks 4A)
- KSK De Jeugd Lovendegem (rechtstreeks 4A)
- KEG Gistel (rechtstreeks 4A)
- K. Kontich FC (rechtstreeks 4B)
- KFC Olympia Wilrijk (rechtstreeks 4B)
- KFC Rhodienne-Verrewinkel (rechtstreeks 4B)
- KVV Lichtaart Sport (rechtstreeks 4C)
- FC Hedera Millen (rechtstreeks 4C)
- KAC Olen (rechtstreeks 4C)
- RUS Andenne-Seilles (rechtstreeks 4D)
- R. Spa FC (rechtstreeks 4D)
- RFC Spy (rechtstreeks 4D)
- KVV Eendracht Aalter (verlies interprovinciale eindronde)
- RC Lebbeke (verlies interprovinciale eindronde)

Noot: In Vierde Klasse A degraderen de laatste vier teams rechtstreeks, omdat de competitie een ploeg extra telde. In Vierde Klasse B eindigde K. Kontich FC als 14de op een rechtstreekse degradatieplaats. De club was tegelijk ook eersteperiodekampioen geworden, maar moest toch degraderen.

## Eindstand
| Legende                               |
| ------------------------------------- |
| Kampioen + promotie naar Derde Klasse |
| Eindronde voor promotie               |
| Interprovinciale eindronde            |
| Degradatie naar Eerste Provinciale    |

### Vierde Klasse A
|   |    |                              | P  | W  | G  | V  | +  | -   | DS   | Ptn |
| - | -- | ---------------------------- | -- | -- | -- | -- | -- | --- | ---- | --- |
| K | 1  | KSV Oudenaarde               | 32 | 20 | 7  | 5  | 74 | 33  | 41   | 67  |
| E | 2  | VG Oostende                  | 32 | 19 | 6  | 7  | 67 | 33  | 34   | 63  |
| E | 3  | URS du Centre                | 32 | 16 | 12 | 4  | 66 | 33  | 33   | 60  |
|   | 4  | KVC Sint-Eloois-Winkel Sport | 32 | 17 | 7  | 8  | 49 | 29  | 20   | 58  |
| E | 5  | RRC Péruwelz                 | 32 | 15 | 5  | 12 | 68 | 46  | 22   | 50  |
|   | 6  | KSV Diksmuide                | 32 | 14 | 8  | 10 | 63 | 52  | 11   | 50  |
|   | 7  | KSK Wevelgem City            | 32 | 13 | 10 | 9  | 69 | 52  | 17   | 49  |
|   | 8  | KRC Gent-Zeehaven            | 32 | 12 | 13 | 7  | 41 | 30  | 11   | 49  |
|   | 9  | K. White Star Lauwe          | 32 | 11 | 13 | 8  | 52 | 40  | 12   | 46  |
|   | 10 | KSV Sottegem                 | 32 | 13 | 6  | 13 | 52 | 44  | 8    | 45  |
|   | 11 | KFC Evergem-Center           | 32 | 12 | 7  | 13 | 59 | 57  | 2    | 43  |
|   | 12 | KSV Rumbeke                  | 32 | 10 | 7  | 15 | 42 | 50  | -8   | 37  |
| E | 13 | KVV Eendracht Aalter         | 32 | 9  | 9  | 14 | 51 | 59  | -8   | 36  |
| D | 14 | WIK Eine                     | 32 | 9  | 6  | 17 | 43 | 55  | -12  | 33  |
| D | 15 | SK Oostnieuwkerke            | 32 | 9  | 6  | 17 | 46 | 60  | -14  | 33  |
| D | 16 | KSK De Jeugd Lovendegem      | 32 | 8  | 7  | 17 | 34 | 51  | -17  | 31  |
| D | 17 | KEG Gistel                   | 32 | 0  | 1  | 31 | 10 | 162 | -152 | 1   |

### Vierde Klasse B
|   |    |                           | P  | W  | G  | V  | +  | -  | DS  | Ptn |
| - | -- | ------------------------- | -- | -- | -- | -- | -- | -- | --- | --- |
| K | 1  | K. Londerzeel SK          | 30 | 16 | 7  | 7  | 72 | 42 | 30  | 55  |
| E | 2  | Verbroedering Meldert     | 30 | 15 | 7  | 8  | 50 | 46 | 4   | 52  |
|   | 3  | K. Berchem Sport          | 30 | 15 | 5  | 10 | 57 | 45 | 12  | 50  |
|   | 4  | R. Léopold Uccle FC       | 30 | 14 | 7  | 9  | 62 | 46 | 16  | 49  |
| E | 5  | SK Lebeke-Aalst           | 30 | 13 | 8  | 9  | 49 | 36 | 13  | 47  |
| E | 6  | KSK Sint-Paulus Opwijk    | 30 | 13 | 7  | 10 | 38 | 42 | -4  | 46  |
|   | 7  | K. Eendracht Opstal       | 30 | 14 | 3  | 13 | 48 | 48 | 0   | 45  |
|   | 8  | KSV Temse                 | 30 | 13 | 5  | 12 | 56 | 44 | 12  | 44  |
|   | 9  | KSC Grimbergen            | 30 | 11 | 9  | 10 | 58 | 40 | 18  | 42  |
|   | 10 | KFC Schoten SK            | 30 | 10 | 9  | 11 | 42 | 47 | -5  | 39  |
|   | 11 | K. Kampenhout SK          | 30 | 9  | 11 | 10 | 48 | 55 | -7  | 38  |
|   | 12 | Dilbeek Sport             | 30 | 10 | 7  | 13 | 47 | 50 | -3  | 37  |
| E | 13 | RC Lebbeke                | 30 | 10 | 7  | 13 | 41 | 57 | -16 | 37  |
| D | 14 | K. Kontich FC             | 30 | 9  | 9  | 12 | 40 | 47 | -7  | 36  |
| D | 15 | KFC Olympia Wilrijk       | 30 | 9  | 5  | 16 | 46 | 58 | -12 | 32  |
| D | 16 | KFC Rhodienne-Verrewinkel | 30 | 4  | 4  | 22 | 27 | 78 | -51 | 16  |

Noot: Voor de 13de plaats werd een testwedstrijd gespeeld. De verliezer moet deelnemen aan de barragerondes om zijn positie in Vierde Klasse te behouden.
| Datum      | Wedstrijd                  | Uitslag |
| ---------- | -------------------------- | ------- |
| 11/05/2006 | RC Lebbeke - Dilbeek Sport | 0-1     |

### Vierde Klasse C
|   |    |                              | P  | W  | G  | V  | +  | -  | DS  | Ptn |
| - | -- | ---------------------------- | -- | -- | -- | -- | -- | -- | --- | --- |
| K | 1  | FC Verbroedering Meerhout    | 30 | 18 | 6  | 6  | 68 | 42 | 26  | 60  |
| E | 2  | Excelsior Veldwezelt         | 30 | 15 | 13 | 2  | 63 | 31 | 32  | 58  |
| E | 3  | K. Lyra TSV                  | 30 | 16 | 8  | 6  | 61 | 38 | 23  | 56  |
|   | 4  | Berkenbos VV Heusden         | 30 | 14 | 7  | 9  | 48 | 39 | 9   | 49  |
| E | 5  | KFC Racing Mol-Wezel         | 30 | 13 | 9  | 8  | 52 | 34 | 18  | 48  |
|   | 6  | KFC Zwarte Leeuw             | 30 | 12 | 12 | 6  | 53 | 46 | 7   | 48  |
|   | 7  | KSK Heist                    | 30 | 11 | 12 | 7  | 45 | 39 | 6   | 45  |
|   | 8  | KVV Thes Sport Tessenderlo   | 30 | 11 | 9  | 10 | 56 | 49 | 7   | 42  |
|   | 9  | Spouwen-Mopertingen          | 30 | 12 | 3  | 15 | 43 | 52 | -9  | 39  |
|   | 10 | KSK Bree                     | 30 | 10 | 9  | 11 | 49 | 47 | 2   | 39  |
|   | 11 | KVO Aarschot                 | 30 | 9  | 7  | 14 | 39 | 58 | -19 | 34  |
|   | 12 | K. Patro Eisden Maasmechelen | 30 | 11 | 8  | 11 | 57 | 58 | -1  | 32  |
| E | 13 | Hoogstraten VV               | 30 | 8  | 5  | 17 | 37 | 46 | -9  | 29  |
| D | 14 | KVV Lichtaart Sport          | 30 | 7  | 8  | 15 | 33 | 46 | -13 | 29  |
| D | 15 | FC Hedera Millen             | 30 | 4  | 9  | 17 | 41 | 69 | -28 | 21  |
| D | 16 | KAC Olen                     | 30 | 5  | 3  | 22 | 30 | 81 | -51 | 18  |

Noot: K. Patro Eisden Maasmechelen startte het seizoen met -9 punten.

### Vierde Klasse D
|   |    |                                  | P  | W  | G  | V  | +  | -  | DS  | Ptn |
| - | -- | -------------------------------- | -- | -- | -- | -- | -- | -- | --- | --- |
| K | 1  | Seraing RUL                      | 30 | 21 | 2  | 7  | 50 | 19 | 31  | 65  |
| E | 2  | FC Bleid                         | 30 | 16 | 9  | 5  | 65 | 41 | 24  | 57  |
| E | 3  | RFC Liège                        | 30 | 15 | 11 | 4  | 46 | 31 | 15  | 56  |
|   | 4  | RJS Heppignies-Lambusart-Fleurus | 30 | 15 | 9  | 6  | 45 | 33 | 12  | 54  |
|   | 5  | RFC Huy                          | 30 | 14 | 11 | 5  | 70 | 37 | 33  | 53  |
|   | 6  | FC Le Lorrain Arlon              | 30 | 13 | 7  | 10 | 58 | 47 | 11  | 46  |
|   | 7  | R. Entente Bertrigeoise          | 30 | 12 | 8  | 10 | 41 | 39 | 2   | 44  |
| E | 8  | RRC Hamoir                       | 30 | 11 | 6  | 13 | 51 | 47 | 4   | 39  |
|   | 9  | RJS Bas-Oha                      | 30 | 11 | 5  | 14 | 46 | 50 | -4  | 38  |
|   | 10 | RFC Hannutois                    | 30 | 9  | 8  | 13 | 44 | 54 | -10 | 35  |
|   | 11 | RES Couvin-Mariembourg           | 30 | 9  | 7  | 14 | 45 | 55 | -10 | 34  |
|   | 12 | RFC Malmundaria 1904             | 30 | 7  | 11 | 12 | 35 | 46 | -11 | 32  |
| E | 13 | RUW Ciney                        | 30 | 8  | 7  | 15 | 37 | 58 | -21 | 31  |
| D | 14 | RUS Andenne-Seilles              | 30 | 6  | 8  | 16 | 36 | 58 | -22 | 26  |
| D | 15 | R. Spa FC                        | 30 | 7  | 4  | 19 | 41 | 60 | -19 | 25  |
| D | 16 | RFC Spy                          | 30 | 5  | 9  | 16 | 27 | 62 | -35 | 24  |

## Periodekampioenen

### Vierde Klasse A
- Eerste periode: KSV Oudenaarde, 22 punten.
- Tweede periode: VG Oostende, 24 punten.
- Derde periode: RRC Péruwelz, 25 punten.

### Vierde Klasse B
- Eerste periode: K. Kontich FC, 20 punten.
- Tweede periode: KSK Sint-Paulus Opwijk, 22 punten.
- Derde periode: SK Lebeke-Aalst, 23 punten.

### Vierde Klasse C
- Eerste periode: K. Lyra TSV, 27 punten.
- Tweede periode: KFC Racing Mol-Wezel, 26 punten.
- Derde periode: FC Verbroedering Meerhout, 26 punten.

### Vierde Klasse D
- Eerste periode: RRC Hamoir, 20 punten.
- Tweede periode: FC Bleid, 24 punten.
- Derde periode: RFC Liège, 25 punten.

## Eindronde

### Promotie-eindronde

#### Ronde 1
In de eerste ronde van de eindronde traden twaalf vierdeklassers aan, die aan elkaar gepaard werden. De zes winnaars gaan door naar de volgende ronde.
| Datum      | Uur   | Wedstrijd                                    | Uitslag        |
| ---------- | ----- | -------------------------------------------- | -------------- |
| 14/05/2006 | 16:00 | Verbroedering Meldert - KFC Racing Mol-Wezel | 0-1 (n.v.)     |
| 14/05/2006 | 16:00 | URS du Centre - RFC Liège                    | 0-2            |
| 14/05/2006 | 16:00 | SK Lebeke-Aalst - RRC Hamoir                 | 4-0            |
| 14/05/2006 | 16:00 | FC Bleid - Excelsior Veldwezelt              | 2-2 (pen. 4-3) |
| 14/05/2006 | 16:00 | KSK Sint-Paulus Opwijk - K. Lyra TSV         | 1-0            |
| 14/05/2006 | 16:00 | RRC Péruwelz - VG Oostende                   | 3-0            |

#### Ronde 2
In de tweede ronde worden bij de zes winnaars van de eerste ronde K. Bocholter VV en VC Eendracht Aalst 2002 gevoegd, de twee ploegen die in Derde Klasse op twee na laatste van hun reeks eindigden. De ploegen worden aan elkaar gepaard, de vier winnaars gaan door naar de volgende ronde. De wedstrijd tussen Péruwelz en Aalst werd in Doornik afgewerkt, omdat het stadion van Péruwelz niet geschikt was om genoeg toeschouwers te kunnen opvangen.
| Datum      | Uur   | Wedstrijd                              | Uitslag  |
| ---------- | ----- | -------------------------------------- | -------- |
| 21/05/2006 | 16:00 | K. Bocholter VV - KFC Racing Mol-Wezel | 2-1      |
| 21/05/2006 | 16:00 | RFC Liège - SK Lebeke-Aalst            | 3-1 (nv) |
| 21/05/2006 | 16:00 | FC Bleid - KSK Sint-Paulus Opwijk      | 1-2 (nv) |
| 23/05/2006 | 20:00 | RRC Péruwelz - VC Eendracht Aalst 2002 | 2-0      |

#### Ronde 3
In de derde ronde spelen de winnaars uit de vorige ronde tegen elkaar. De twee ploegen die hun match winnen promoveren naar Derde Klasse (of verzekeren het behoud in Derde Klasse)
| Datum      | Uur   | Wedstrijd                             | Uitslag |
| ---------- | ----- | ------------------------------------- | ------- |
| 28/05/2006 | 16:00 | K. Bocholter VV - RFC Liège           | 3-1     |
| 28/05/2006 | 16:00 | KSK Sint-Paulus Opwijk - RRC Péruwelz | 0-1     |

#### Herkansing
De twee verliezers, Liège en Opwijk, speelden nog een wedstrijd tegen elkaar. Door de schrapping van K. Beringen-Heusden-Zolder in Tweede Klasse was er in de hogere reeksen immers een extra plaats vrij wat voor verschuivingen zorgde. De beste van de twee verliezers zou zo alsnog promoveren.
| Datum      | Uur   | Wedstrijd                          | Uitslag |
| ---------- | ----- | ---------------------------------- | ------- |
| 03/06/2006 | 16:00 | KSK Sint-Paulus Opwijk - RFC Liège | 0-2     |

### Degradatie-eindronde

#### Voorronde
De vier teams die 13de eindigden, namelijk RC Lebbeke, KVV Eendracht Aalter, Hoogstraten VV en RUW Ciney worden aan elkaar gepaard en spelen een voorronde. De twee winnaars blijven in Vierde Klasse, de twee verliezers moeten verder spelen voor behoud in de Interprovinciale Eindronde.
| Datum      | Uur   | Wedstrijd                             | Uitslag |
| ---------- | ----- | ------------------------------------- | ------- |
| 12/05/2006 | 21:00 | Hoogstraten VV - KVV Eendracht Aalter | 3-1     |
| 14/05/2006 | 16:00 | RC Lebbeke - RUW Ciney                | 0-1     |

#### Ronde 1
De twee verliezende vierdeklassers spelen verder in een competitie met rechtstreekse uitschakeling in de Interprovinciale Eindronde. Hier worden die twee ploegen samengevoegd met zes ploegen uit de provinciale reeksen, namelijk SC Wielsbeke uit West-Vlaanderen, R. Soignies Sports uit Henegouwen, K. Eendracht VV Genenbos uit Limburg, RUS Givry uit Luxemburg, JS Taminoise uit Namen en RCSJ de Grivegnée uit Luik.
| Datum      | Uur   | Wedstrijd                                     | Uitslag |
| ---------- | ----- | --------------------------------------------- | ------- |
| 20/05/2006 | 19:30 | KVV Eendracht Aalter - RCSJ de Grivegnée      | 4-5     |
| 21/05/2006 | 16:00 | K. Eendracht VV Genenbos - R. Soignies Sports | 1-3     |
| 21/05/2006 | 16:00 | JS Taminoise - RUS Givry                      | 4-2     |
| 21/05/2006 | 16:00 | RC Lebbeke - SC Wielsbeke                     | 0-3     |

#### Ronde 2
De vier winnaars worden aan elkaar gepaard voor de tweede ronde. De twee winnaars promoveren naar Vierde Klasse (of behouden zich in Vierde)
| Datum      | Uur   | Wedstrijd                         | Uitslag        |
| ---------- | ----- | --------------------------------- | -------------- |
| 28/05/2006 | 16:00 | SC Wielsbeke - R. Soignies Sports | 1-1 (pen. 3-1) |
| 28/05/2006 | 16:00 | RCSJ de Grivegnée - JS Tamines    | 1-1 (pen. 2-1) |

#### Herkansing
De verliezers spelen nog een wedstrijd tegen elkaar. Wanneer ten gevolge van een schrapping of fusie toch nog een extra plaats zou vrijkomen in Vierde Klasse, dan kan de winnaar nog promoveren. Door het verdwijnen van K. Beringen-Heusden-Zolder uit Tweede Klasse, kwam er een plaats vrij in de hogere reeksen, en door het opschuiven van clubs kon Taminoise zo in extremis toch promoveren.
| Datum      | Uur   | Wedstrijd                         | Uitslag |
| ---------- | ----- | --------------------------------- | ------- |
| 01/06/2006 | 19:30 | JS Taminoise - R. Soignies Sports | 3-1     |